# Ryu Seung-woo
Ryu Seung-woo (류승우?, 柳承佑?; Pusan, 17 dicembre 1993) è un calciatore sudcoreano, centrocampista del Khon Kaen Utd.

## Carriera

### Club

#### Bayer Leverkusen
Nonostante il 6 novembre 2013 abbia firmato il primo contratto da professionista con lo Jeju United da svincolato, solo un mese dopo, senza aver giocato nemmeno una partita nella K-League, il club coreano lo manda in prestito al Bayer Leverkusen. Il debutto in Bundesliga è avvenuto contro il Friburgo.

#### Eintracht Braunschweig
Il 15 agosto 2014 Ryu passa all'Eintracht Braunschweig per un prestito semestrale.

### Nazionale
Ha disputato la Coppa d'Asia Under-19 nel 2012 e il Mondiale Under-20 nel 2013.
Viene convocato per le Olimpiadi 2016 in Brasile.

## Palmarès

### Club

#### Competizioni nazionali
- Coppa d'Ungheria: 1

Ferencvaros: 2016-2017
- K League 2: 1

Jeju United: 2020

### Nazionale
- Coppa d'Asia Under-19: 1

2012